# Хайрутдинов, Роман Ринатович
Роман Ринатович Хайрутдинов (род. 16 июля 1993, Екатеринбург) — российский BMX-райдер.
Постоянный участник международных и российских соревнований, многократный победитель и призёр состязаний по BMX Freestyle в дисциплинах парк, рампа, дёрт.
Член сборной России по BMX велоспорту.
Участник первого в Истории Чемпионата Мира по BMX. Топ 24 Чемпионата Мира по BMX Freestyle 2018.
Состоял в отношениях с чемпионкой России по BMX Freestyle Елизаветой Посадских с 2012 по 2021 год

## Достижения
- Чемпионат России по ВМХ 2017, дисциплина «Рампа» — 3 место[3][4]
- Чемпионат России по ВМХ 2017, дисциплина «Парк» — 4 место[3]
- Чемпионат России по BMX 2018, дисциплина «Парк» — 6 Место
- Чемпионат России по ВМХ 2019, дисциплина «Парк» — 5 место